# Głuchów (powiat grójecki)
Głuchów – wieś sołecka w Polsce położona w województwie mazowieckim, w powiecie grójeckim, w gminie Grójec. Miejscowość leży nad rzeką Jeziorka oraz przy drodze krajowej nr 7.

## Historia
We wrześniu 1939 roku żandarmeria niemiecka i gestapo zamordowało trzech mieszkańców Głuchowa. W latach 1975–1998 miejscowość należała administracyjnie do województwa radomskiego.        
W Głuchowie urodził się Jan Czekanowski, rektor Uniwersytetu Jana Kazimierza we Lwowie.

## Zabytki
- Pałac Kowerskich